# Орден Святого Станислава (Польша)
Орден Святого Станислава (пол. Order Świętego Stanisława) — польская государственная награда, существовавшая с 1765 по 1831 год. В 1831 году наряду с орденом Белого орла был включён в наградную систему Российской империи.

## История
Учреждён 7 мая 1765 года королём польским и великим князем литовским Станиславом Августом Понятовским в память его патрона и покровителя Польши святого Станислава. По церковной легенде, краковский епископ Станислав был убит в 1079 году во время богослужения прямо в костёле королём Болеславом и позднее, в XIII веке, причислен к лику святых и признан патроном Польши. Oрден стал второй государственной наградой Речи Посполитой, после высшей — Ордена Белого орла.
Ордену были определены орденский знак и девиз — «Вдохновлён наградой» (лат. Premiando incitat). Орденским знаком стал рыцарский крест, покрытый красной эмалью, с четырьмя белыми орлами (символ Польши) между лучей креста, фигурой Св. Станислава в центре и латинским вензелем SS по её сторонам. Крест подвешен на красной орденской ленте с белыми краями. Первоначально имел одну степень.
В Орден принимали в среднем 50—60 кавалеров в год. После 1795 года деятельность Ордена на некоторое время прекратилась в связи с ликвидацией Речи Посполитой (третий раздел Польши).
В 1807 году после поражения России и Австрии в войне с Наполеоном был заключён Тильзитский мир. По нему из польских земель, ранее входивших в состав Пруссии, было образовано Герцогство Варшавское под эгидой саксонского короля. Король Саксонии и герцог варшавский Фридрих-Август I в 1809 году восстановил орден Св. Станислава. В период его главенства над Орденом (1809—1813) в него было принято 18 кавалеров.
Всего же с 1765 по 1813 год орденом Св. Станислава было награждено 1762 человека. После разгрома Наполеона по решению Венского конгресса Варшавское герцогство вошло в состав Российской империи. Манифестом от 1815 года император Александр I сохранил орден в качестве награды для уроженцев Польши, разделив его на 4 степени. К 1-й и 2-й степеням полагалась серебряная звезда.
Царство Польское сохраняло некоторую степень автономности в составе Российской империи, имело конституцию и собственные ордена, но после подавления польского восстания 1830—1831 годов превратилось фактически в российскую провинцию. Следствием этого стало включение ордена Святого Станислава в Капитул российских орденов.
После развала Российской империи орден Св. Станислава не был принят в систему наград независимой Республики Польша. Польское правительство предпочло учредить новый орден «Polonia Restituta» («Возрождённая Польша») с цветами ленты Ордена Святого Станислава. Президент Польской Республики с момента вступления в эту должность считался великим магистром этого Ордена.
Польский орден Св. Станислава был принят в 1979 году в качестве награды польского правительства в эмиграции. Этот польский орден не имел ничего общего с орденом Российского Императорского Дома (кроме несколько созвучного названия и подражания орденским знакам последнего), претендовал на «международный общественный» статус, и всячески отвергал малейшее отношение к российскому ордену. С 1990 года этот польский «Международный Орден Св. Станислава» (не путать с династическим орденом Дома Романовых — Императорским и Царским Орденом Св. Станислава), стал дробиться на различные независимые группы. Впоследствии, такие группы «Международного Ордена Св. Станислава» были зарегистрированы в различных странах в качестве общественных организаций, и любой человек может быть награждён их знакими за пожертвования.

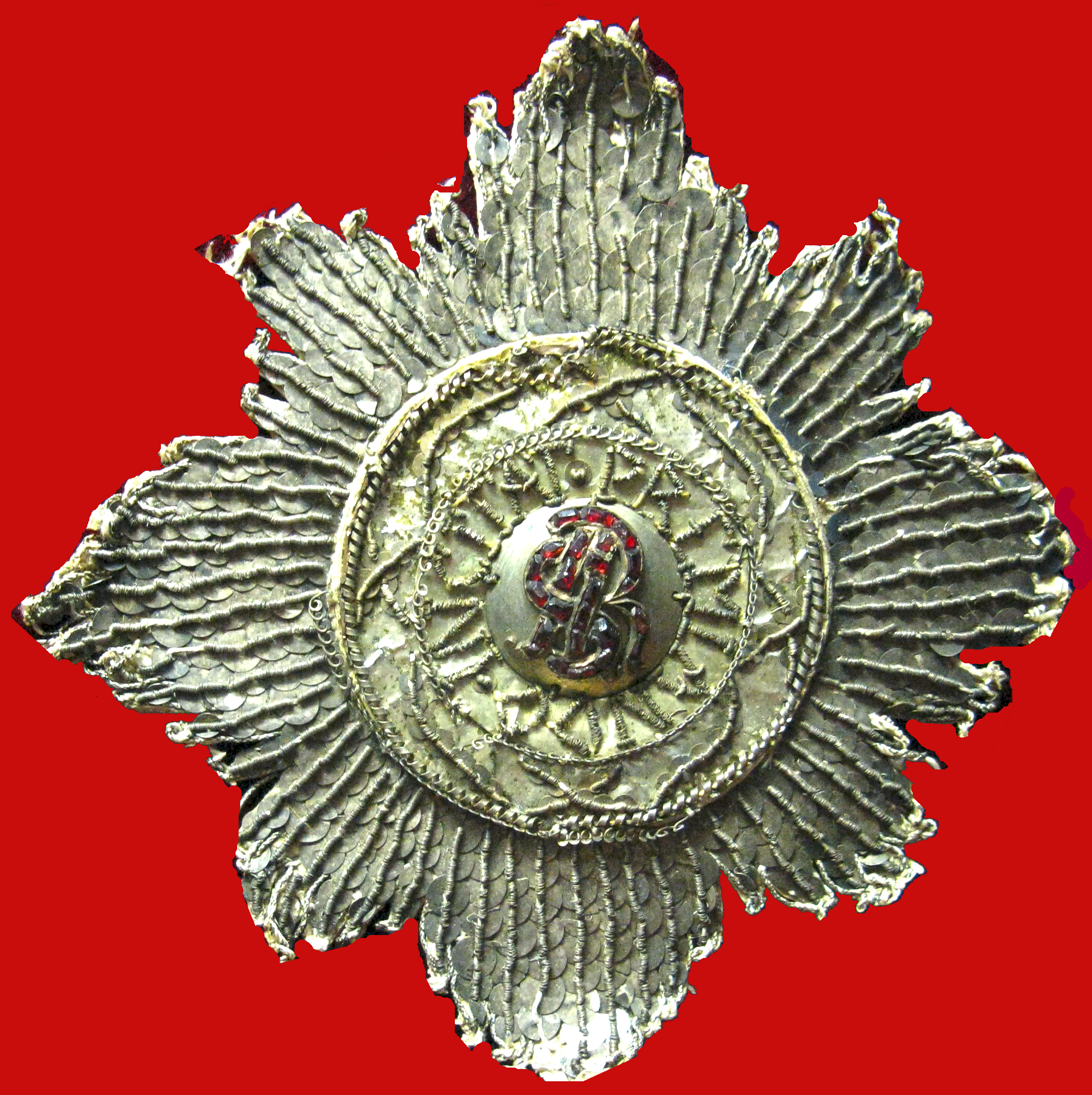
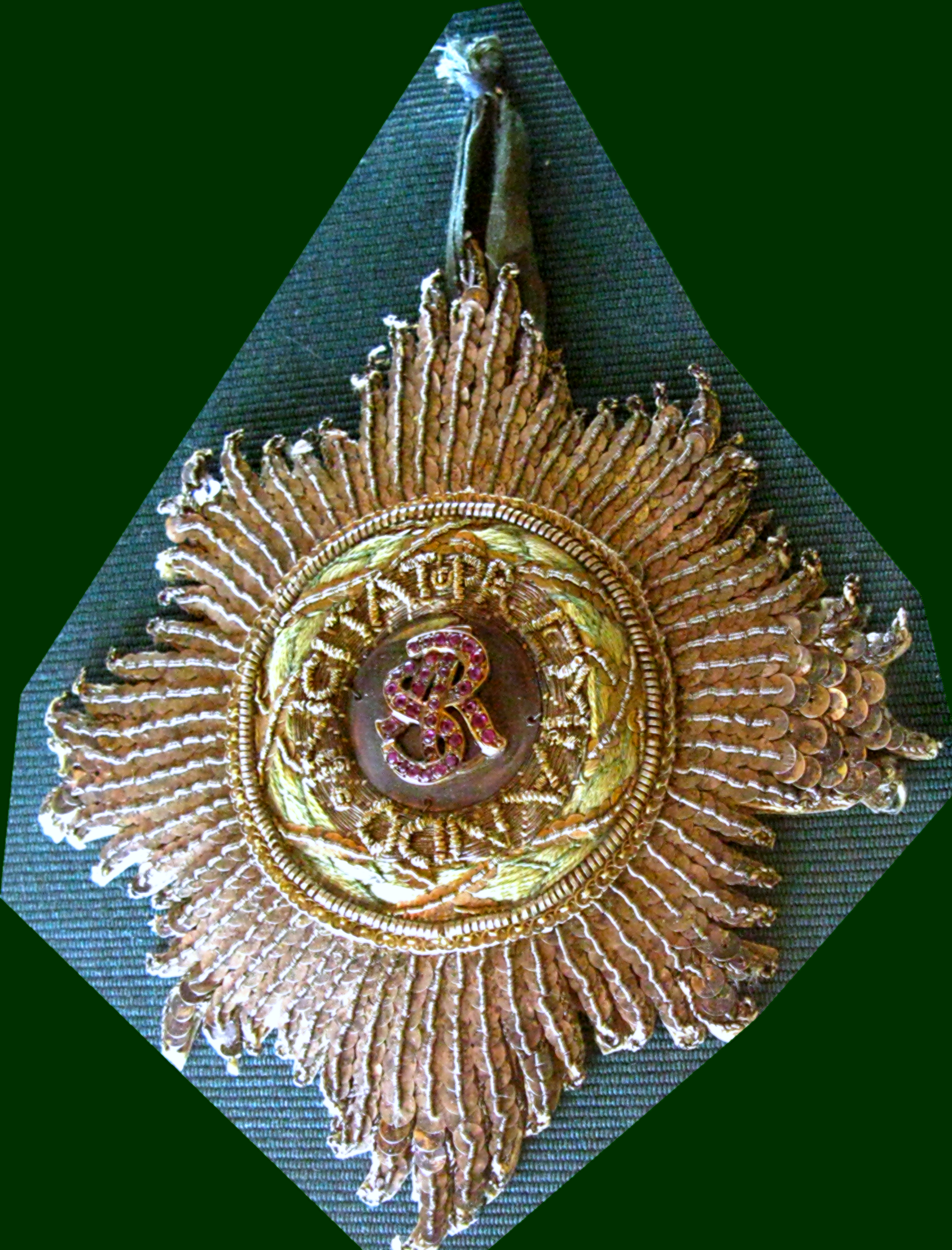